# Michael Bordo
Michael David Bordo (* 1942 in Montreal, Kanada) ist ein US-amerikanisch-kanadischer Wirtschaftswissenschaftler und Hochschullehrer. Er ist insbesondere im Gebiet der Wirtschaftsgeschichte mit Schwerpunkt Geld- und Finanzwirtschaft aktiv.

## Werdegang, Forschung und Lehre
Nach seinem Politik- und Wirtschaftswissenschaftsstudium an der McGill University, das Bordo 1963 als Bachelor of Arts abschloss, ging er an die London School of Economics. Dort graduierte er zwei Jahre später zum Master of Science. Zurückgekehrt nach Nordamerika erhielt er 1972 an der University of Chicago seinen Ph.D.-Grad. Bereits ab 1969 Assistant Professor an der Carleton University, rückte er drei Jahre nach seinem Abschluss in Chicago 1975 zum außerordentlichen Professor auf. 1981 folgte er einem Ruf der University of South Carolina und wechselte als Wirtschaftsprofessor an das dortige College of Business Administration. 1989 ging er an die Rutgers University, an der er ein Jahr später als Direktor die Leitung des Center for Monetary and Financial History übernahm.
Forschung und Lehre Bordos zur Wirtschaftsgeschichte umfassen die Aufarbeitung der US-, nordamerikanischen und europäischen Entwicklungen im Gebiet der Geld- und Finanzwirtschaft, internationale Geldwirtschaft sowie Geldwirtschaftsgeschichte sowie grundlegende Fragestellung zu ökonomischen Prinzipien, Makroökonomie und Geldtheorie.

## Schriften
Die folgende Auflistung gibt von ihm veröffentlichte Bücher wieder, zudem hat er zahlreiche Zeitschriftenartikel und Arbeitspapiere verfasst. Einige seiner Bücher sind mehrfach aufgelegt worden, die Jahreszahl gibt das Ersterscheinungsdatum an.
- mit Anna J. Schwartz: A Retrospective on the Classical Gold Standard, 1821–1931. 1984.
- mit Lars Jonung: The Long-Run Behavior of the Velocity of Circulation: The International Evidence. 1987.
- Money, History and International Finance: Essays in Honor of Anna J. Schwartz. 1989.
- Financial Crises in International Library of Macroeconomic and Financial History. 1992.
- mit Barry Eichengreen: A Retrospective on the Bretton Woods System. 1993.
- Forrest Capie: Monetary Regimes in Transition. 1993.
- mit Gerald Feldman, Ulf Olssen, Youssef Cassis: Financial Institutions and Markets in 20th Century Europe and North America – Proceedings of the Eleventh International Economic History Congress. 1994.
- mit Richard Sylla (Hrsg.): Anglo-American Financial Systems: Institutions and Markets in the Twentieth Century. 1995.
- The Gold Standard and Related Regimes. Collected Essays. Cambridge University Press, Cambridge 1999, (eingeschränkte Vorschau in der Google-Buchsuche). Überarbeitete Auflage: 2008, ISBN 978-0-52102294-1.
- mit Claudia Goldin, Eugene White: The Defining Moment. The Great Depression and the American Economy in the Twentieth Century. 1998.
- mit Roberto Cortes-Conde: Transferring Wealth & Power from the Old to the New World Monetary and Fiscal Institutions in the 17th through the 19th Centuries. 2001.
- mit Alan M. Taylor, Jeffrey G. Williamson (Hrsg.): Globalization in Historical Perspective. 2003.